# Selección de fútbol sub-17 de los Estados Unidos
La selección de fútbol sub-17 de los Estados Unidos (en inglés: United States men's national under-17 soccer team) es el equipo que representa al país en las competiciones oficiales en la categoría sub-17. Está controlada por la Federación de Fútbol de los Estados Unidos (en inglés: United States Soccer Federation). Participa regularmente en el Campeonato Sub-17 de la Concacaf y en la Copa Mundial de Fútbol Sub-17.

## Estadísticas

### Campeonato Sub-17 de la Concacaf
| Edición                | Resultado         | PJ                | PG                | PE                | PP                | GF                | GC                |
| ---------------------- | ----------------- | ----------------- | ----------------- | ----------------- | ----------------- | ----------------- | ----------------- |
| Trinidad y Tobago 1983 | Campeón           | 4                 | 2                 | 2                 | 0                 | 7                 | 2                 |
| México 1985            | Sin participación | Sin participación | Sin participación | Sin participación | Sin participación | Sin participación | Sin participación |
| Honduras 1987          | Subcampeón        | 5                 | 4                 | 0                 | 1                 | 13                | 7                 |
| Trinidad y Tobago 1988 | Subcampeón        | 7                 | 5                 | 0                 | 2                 | 22                | 4                 |
| Trinidad y Tobago 1991 | Subcampeón        | 6                 | 3                 | 3                 | 0                 | 15                | 3                 |
| Cuba 1992              | Campeón           | 6                 | 5                 | 0                 | 1                 | 15                | 5                 |
| El Salvador 1994       | Subcampeón        | 6                 | 4                 | 0                 | 2                 | 17                | 10                |
| Trinidad y Tobago 1996 | Subcampeón        | 6                 | 3                 | 1                 | 2                 | 14                | 7                 |
| Jamaica 1999           | No hubo campeón   | 5                 | 3                 | 2                 | 0                 | 15                | 3                 |
| Estados Unidos 2001    | No hubo campeón   | 3                 | 3                 | 0                 | 0                 | 10                | 3                 |
| Guatemala 2003         | No hubo campeón   | 3                 | 2                 | 1                 | 0                 | 7                 | 1                 |
| Costa Rica 2005        | No hubo campeón   | 3                 | 2                 | 1                 | 0                 | 6                 | 2                 |
| Jamaica 2007           | No hubo campeón   | 4                 | 3                 | 0                 | 1                 | 9                 | 5                 |
| México 2009            | No hubo campeón   | 3                 | 3                 | 0                 | 0                 | 12                | 2                 |
| Jamaica 2011           | Campeón           | 5                 | 5                 | 0                 | 0                 | 12                | 3                 |
| Panamá 2013            | Cuartos de final  | 3                 | 2                 | 0                 | 1                 | 5                 | 3                 |
| Honduras 2015          | Cuarto lugar      | 6                 | 3                 | 2                 | 1                 | 13                | 4                 |
| Panamá 2017            | Subcampeón        | 6                 | 5                 | 1                 | 0                 | 20                | 6                 |
| Estados Unidos 2019    | Subcampeón        | 7                 | 6                 | 0                 | 1                 | 28                | 5                 |
| Guatemala 2023         | Subcampeón        | 7                 | 6                 | 0                 | 1                 | 24                | 6                 |
| Total                  | 19/20             | 97                | 72                | 13                | 13                | 264               | 81                |

### Copa Mundial de Fútbol Sub-17
| Edición                     | Resultado        | Posición     | PJ           | PG           | PE           | PP           | GF           | GC           | Dif.         |
| --------------------------- | ---------------- | ------------ | ------------ | ------------ | ------------ | ------------ | ------------ | ------------ | ------------ |
| China 1985                  | Primera fase     | 12°          | 3            | 1            | 0            | 2            | 3            | 5            | -2           |
| Canadá 1987                 | Primera fase     | 13°          | 3            | 1            | 0            | 2            | 3            | 5            | -2           |
| Escocia 1989                | Primera fase     | 9°           | 3            | 1            | 1            | 1            | 5            | 7            | -2           |
| Italia 1991                 | Cuartos de final | 5°           | 4            | 3            | 0            | 1            | 6            | 2            | 4            |
| Japón 1993                  | Cuartos de final | 7°           | 4            | 1            | 1            | 2            | 8            | 8            | 0            |
| Ecuador 1995                | Primera fase     | 15°          | 3            | 0            | 0            | 3            | 1            | 6            | -5           |
| Egipto 1997                 | Primera fase     | 11°          | 3            | 1            | 0            | 2            | 4            | 7            | -2           |
| Nueva Zelanda 1999          | Cuarto lugar     | 4°           | 6            | 3            | 1            | 2            | 9            | 8            | 1            |
| Trinidad y Tobago 2001      | Primera fase     | 15°          | 3            | 0            | 0            | 3            | 3            | 8            | -5           |
| Finlandia 2003              | Cuartos de final | 5°           | 4            | 2            | 0            | 2            | 8            | 7            | 1            |
| Perú 2005                   | Cuartos de final | 5°           | 4            | 2            | 1            | 1            | 7            | 5            | 2            |
| Corea del Sur 2007          | Octavos de final | 16°          | 4            | 1            | 0            | 3            | 7            | 9            | -2           |
| Nigeria 2009                | Octavos de final | 12°          | 4            | 2            | 0            | 2            | 4            | 4            | 0            |
| México 2011                 | Octavos de final | 12°          | 4            | 1            | 1            | 2            | 4            | 6            | -2           |
| Emiratos Árabes Unidos 2013 | No clasificó     | No clasificó | No clasificó | No clasificó | No clasificó | No clasificó | No clasificó | No clasificó | No clasificó |
| Chile 2015                  | Primera fase     | 21°          | 3            | 0            | 1            | 2            | 3            | 8            | -5           |
| India 2017                  | Cuartos de final | 7°           | 5            | 3            | 0            | 2            | 11           | 7            | 4            |
| Brasil 2019                 | Primera fase     | 20°          | 3            | 0            | 1            | 2            | 1            | 8            | -7           |
| Indonesia 2023              | Octavos de final | 13°          | 4            | 2            | 0            | 2            | 7            | 8            | -1           |
| Catar 2025                  | Clasificó        | Clasificó    | Clasificó    | Clasificó    | Clasificó    | Clasificó    | Clasificó    | Clasificó    | Clasificó    |
| Total                       | 18/19            | 9.º          | 67           | 24           | 7            | 36           | 94           | 118          | -24          |

## Palmarés
- Campeonato Sub-17 de la Concacaf (3): 1983, 1992, 2011.
- Cuarto lugar en la Copa Mundial de Fútbol Sub-17 (1): 1999.